# Asgardia
Asgardia, còn được biết đến với tên gọi Vương quốc Không gian Asgardia, là một vi quốc gia thành lập bởi một nhóm người đã phóng một vệ tinh vào quỹ đạo của Trái Đất. Họ tự gọi mình là "người Asgardia" và đặt tên cho vệ tinh của họ là "Asgardia-1". Họ đã tuyên bố chủ quyền đối với không gian bị chiếm giữ và chứa trong Asgardia -1. Người Asgardia đã thông qua một hiến pháp và họ dự định tiếp cận không gian bên ngoài không có sự kiểm soát của các quốc gia hiện có và thiết lập một khu định cư vĩnh viễn trên Mặt Trăng vào năm 2043.
Igor Ashurbeyli, người sáng lập Trung tâm nghiên cứu quốc tế hàng không vũ trụ, đã đề xuất thành lập Asgardia vào ngày 12 tháng 10 năm 2016. Hiến pháp của Vương quốc vũ trụ Asgardia đã được thông qua vào ngày 18 tháng 6 năm 2017 và nó có hiệu lực vào ngày 9 tháng 9 năm 2017. Trung tâm hành chính của Asgardia được đặt ở Viên, Áo.
Tàu vũ trụ Cygnus mang Asgardia-1 lên vũ trụ đã phóng Asgardia-1 và hai vệ tinh khác vào ngày 12 tháng 11 năm 2017. Vương quốc Không gian Asgardia tuyên bố rằng đây là "quốc gia đầu tiên có toàn bộ lãnh thổ của mình trong không gian." Các học giả pháp lý nghi ngờ rằng Asgardia-1 có thể được coi là một lãnh thổ có chủ quyền và Asgardia vẫn chưa đạt được mục tiêu được công nhận là một quốc gia.

## Tên gọi
Cái tên Asgardia được lấy từ một trong Chín Thế giới trong thần thoại Bắc Âu, Asgard (tiếng Na Uy cổ: Ásgarðr).

## Lịch sử

### Trung tâm nghiên cứu độc lập Asgardia
Trung tâm nghiên cứu độc lập Asgardia (AIRC), trước đây là Trung tâm nghiên cứu quốc tế hàng không vũ trụ, được thành lập bởi Igor Ashurbeyli vào năm 2013. Năm 2014, AIRC bắt đầu xuất bản một tạp chí vũ trụ quốc tế, ROOM, trong đó Ashurbeyli là tổng biên tập. Vào ngày 5 tháng 2 năm 2016, Ashurbeyli đã được trao Huân chương UNESCO vì những đóng góp cho sự phát triển của khoa học và công nghệ nano trong một buổi lễ được tổ chức tại trụ sở của UNESCO, Paris. AIRC AAS là viện duy nhất ở Áo có hoạt động hoàn toàn dành riêng cho nghiên cứu Hệ Mặt Trời, sự sống ngoài Trái Đất và Trái Đất sử dụng công nghệ vũ trụ và kỹ thuật vệ tinh.

### Thành lập
Vào ngày 12 tháng 10 năm 2016, Ashurbeyli tuyên bố trong một cuộc họp báo ở Paris, Pháp, "sự ra đời của quốc gia vũ trụ mới Asgardia".
Mục đích cuối cùng của dự án là tạo ra một quốc gia mới cho phép tiếp cận không gian bên ngoài mà không có sự kiểm soát của các quốc gia hiện có. Khung pháp luật không gian hiện tại, Hiệp ước ngoài vũ trụ yêu cầu các chính phủ ủy quyền và giám sát tất cả các hoạt động không gian, bao gồm các hoạt động của các thực thể phi chính phủ như các tổ chức thương mại và phi lợi nhuận; bằng cách cố gắng tạo ra một quốc gia, những người đứng sau Asgardia hy vọng sẽ tránh được những hạn chế chặt chẽ mà hệ thống hiện tại áp đặt.

## Quản lý

### Quốc hội
Quốc hội gồm 150 thành viên không đảng phái và mỗi thành viên được gọi là "Thành viên Quốc hội" (MP). Các thành viên của Nghị viện bầu một thành viên vào văn phòng "Chủ tịch Quốc hội". Các thành viên của Nghị viện cũng bổ nhiệm "Chủ tịch Chính phủ". Nghị viện có 12 ủy ban thường trực; Chủ tịch Quốc hội Asgardia là ông Lembit Opik.

### Nhánh điều hành
Người đứng đầu quốc gia là quan chức cao cấp nhất của ngành hành pháp (tức là Chính phủ). Người đứng đầu quốc gia được bầu vào nhiệm kỳ 5 năm. Người đứng đầu quốc gia có thể giải tán Nghị viện và sau đó có thể ra lệnh tổ chức các cuộc bầu cử quốc hội. Người đứng đầu quốc gia có thể khởi xướng các đề xuất lập pháp và có thể phủ quyết các hành vi được Nghị viện thông qua. Người đứng đầu quốc gia có thể ban hành các nghị định phải được các cơ quan chính phủ và công dân Asgardia tuân theo. Người đứng đầu quốc gia là Igor Ashurbeyli.
Chủ tịch Chính phủ giám sát 12 Bộ trưởng. Mỗi Bộ trưởng giám sát hoạt động của một Bộ Chính phủ. Mỗi ủy ban thường trực của Quốc hội giám sát hoạt động của một Bộ Chính phủ. Nghị viện có thể mời các Bộ trưởng tham dự các cuộc họp của Nghị viện. Người đứng đầu Chính phủ của Asgardia là bà Ana Díaz.

### Ngành tư pháp
Nhánh tư pháp bao gồm một "Tư pháp tối cao", người giám sát hoạt động của bốn hội đồng tư pháp: (1) một hội đồng "hiến pháp", (2) một hội đồng "dân sự", (3) một hội đồng "hành chính" và (4) một hội đồng "hình sự". Tư pháp tối cao được bổ nhiệm bởi "Người đứng đầu quốc gia". "Các thẩm phán" phục vụ trong các hội đồng tư pháp được chỉ định bởi Nghị viện.
Thẩm phán tối cao của Asgardia là Triệu Vân, người đứng đầu Khoa Luật tại Đại học Hồng Kông, được bổ nhiệm làm Tư pháp tối cao của Asgardia vào ngày 24 tháng 6 năm 2018 trong phiên họp quốc hội đầu tiên ở Viên, nơi ông được giới thiệu với các thành viên của Quốc hội được bầu.

### Bầu cử thị trưởng
Cuộc bầu cử thị trưởng diễn ra trong khoảng thời gian từ ngày 1 tháng 8 đến ngày 9 tháng 9 năm 2018. Dựa trên kết quả của giai đoạn đầu tiên của cuộc bầu cử thị trưởng Asgardia, các văn phòng đã được các thị trưởng của 44 thành phố bắt đầu từ ngày 12 tháng 10 năm 2018. bầu cử các thị trưởng của Asgardia cho đến khi Quốc hội thông qua Dự luật "Trên thị trưởng Asgardia" từ ngày 12 tháng 10 năm 2018. Cho đến khi Quốc hội thông qua Dự luật "Về thị trưởng Asgardia", các thị trưởng được bầu sẽ báo cáo cho Người đứng đầu Quốc gia Asgardia.

## Trạng thái

### Trong lịch sử
Đã có ít nhất một nỗ lực trước đây để thiết lập một quốc gia độc lập trong không gian. Quốc gia Không gian Thiên thể, còn được gọi là Celestia, được thành lập vào năm 1949 bởi James Mangan và chiếm lấy tất cả không gian. Ông đã cấm thử nghiệm hạt nhân trong khí quyển và đưa ra các cuộc biểu tình cho các cường quốc khi họ lấn chiếm lãnh thổ của mình, nhưng bị cả hai cường quốc và Liên Hợp Quốc phớt lờ. Tuy nhiên, thông tin liên lạc hiện đại có nghĩa là Asgardia có khả năng tổ chức yêu sách tốt hơn và có thể gây quỹ cho vệ tinh sẽ mang lại cho nó sự hiện diện vật lý ngoài vũ trụ.

### Hiện tại
Bang Nevada đã thông qua "Đạo luật Hiệp hội phi lợi nhuận chưa hợp nhất sửa đổi của Ủy ban Luật thống nhất năm 2008". Nếu Asgardia tiến hành các hoạt động của mình tại bang Nevada, Asgardia sẽ được nhà nước đó coi là một "hiệp hội phi lợi nhuận chưa hợp nhất" và là "một thực thể pháp lý khác biệt với các thành viên và người quản lý của nó." Trong các khu vực tài phán khác, Asgardia có thể hoặc không thể được coi là một thực thể pháp lý; tức là, một thực thể có khả năng mua, nắm giữ và bán bất động sản và tài sản cá nhân và có quyền ký kết hợp đồng và có quyền khởi kiện ra tòa án.

### Sự công nhận và tuyên bố lãnh thổ
Cả Nghị quyết Đại hội đồng Liên hợp quốc 1962 (XVIII) và Hiệp ước ngoài vũ trụ (OST) năm 1967 đã thiết lập tất cả không gian bên ngoài như một quốc tế bằng cách mô tả nó là "tỉnh của toàn nhân loại" và, như một nguyên tắc cơ bản của luật vũ trụ, tuyên bố rằng không gian, bao gồm cả Mặt Trăng và các vật thể thiên văn khác, không chịu bất kỳ yêu sách chủ quyền quốc gia nào. Điều VI của Hiệp ước ngoài vũ trụ giao trách nhiệm cho các hoạt động trong không gian cho các quốc gia thành viên, bất kể chúng được thực hiện bởi chính phủ hay các tổ chức phi chính phủ. Điều VIII quy định rằng Quốc gia thành viên của Hiệp ước ra mắt một đối tượng không gian sẽ giữ quyền tài phán và quyền kiểm soát đối tượng đó.

### An ninh dữ liệu
Vì Asgardia có liên quan đến việc lưu trữ dữ liệu riêng tư, có thể có các vấn đề về pháp lý và đạo đức. Hiện tại, do vệ tinh của Asgardia đang được các công ty Mỹ triển khai trên quỹ đạo, nó sẽ thuộc thẩm quyền của Mỹ và dữ liệu được lưu trữ trên vệ tinh sẽ tuân theo luật riêng tư của Hoa Kỳ.

### Trạng thái cư dân
Người đứng đầu Chính phủ Asgardia, Ana Mercedes Díaz, đã ký và ban hành Chỉ thị số 1, giải thích một số chi tiết chính về tình trạng của cư dân tại Asgardia trong những năm 2018 2015.
Tài liệu này cung cấp hướng dẫn cho những người lập kế hoạch để có được hoặc duy trì trạng thái là Cư dân của Asgardia và tận dụng các đặc quyền đi kèm. Tài liệu này dành cho tất cả người Asgardia, cũng như cho những người muốn trở thành thành viên đầy đủ của cộng đồng Asgardia, Cư dân của Quốc gia Vũ trụ Đầu tiên.

## Kinh tế

### Tiền tệ hợp pháp
Người đứng đầu quốc gia buộc tội Cơ quan quản lý của mình tổ chức một cuộc thi về các loại tiền tệ chính của Trái Đất để xác định tỷ lệ ban đầu của Solar, tiền điện tử sẽ được sử dụng cho người Asgardia. Ông cũng buộc tội Chính phủ giới thiệu Dự luật về tiền tệ quốc gia Asgardia trước Quốc hội.
Phiên nghị viện kỹ thuật số thứ hai (phiên nghị viện thứ ba) của Asgardia, diễn ra vào ngày 10 tháng 12 năm 2019, đã phê chuẩn Đạo luật tiền tệ quốc gia và các nguyên tắc cơ bản của hệ thống kinh tế và tài chính của Asgardia. Nghị viện đã bỏ phiếu ủng hộ giao nhiệm vụ cho Chính phủ soạn thảo luật liên quan đến hệ thống kinh tế và tiền tệ quốc gia của Asgardia trong phiên họp Quốc hội tiếp theo.
12 loại tiền sau đây đã được chọn: Đô la Mỹ; Euro; Đồng bảng Anh; Yên Nhật; Đô la Canada; Franc Thụy Sĩ; Đôla Hồng Kông; Peso Mexico; Đô la Úc; Đô la Singapore; Krone Na Uy; Krona Thụy Điển.

### Diễn đàn kinh tế
Vào ngày 26 tháng 10 năm 2018, Diễn đàn kinh tế đầu tiên của Asgardia đã được tổ chức tại Nice, Pháp. Diễn đàn có sự tham dự của đại diện cộng đồng chuyên nghiệp, bao gồm các nhà kinh tế, chuyên gia tài chính, chuyên gia trong lĩnh vực phát triển hệ thống tiền tệ, tiền điện tử và các công cụ đầu tư từ Áo, Bỉ, Đan Mạch, Ấn Độ, Đức, Hà Lan, Nga, Nam Phi, Thổ Nhĩ Kỳ, Hoa Kỳ, Anh và các nước khác.